# Anton Ukolov
Anton Vyacheslavovich Ukolov (tiếng Nga: Антон Вячеславович Уколов; sinh ngày 9 tháng 3 năm 1993) là một hậu vệ bóng đá người Nga. Anh thi đấu cho FC Znamya Truda Orekhovo-Zuyevo.

## Sự nghiệp câu lạc bộ
Anh có màn ra mắt tại Russian Second Division cho FC Syzran-2003 Syzran vào ngày 17 tháng 4 năm 2012 trong trận đấu với FC Oktan Perm.